# 宋原端
宋原端（14世紀—15世紀），江西吉安府永豐縣遷鸎鄉白水里人，明朝政治人物。

## 生平
宋原端受父親宋敏嚴厲教導，詩文詞賦獨樹一幟，書法有李斯、王羲之精髓，永樂十二年（1414年）中舉人，二十二年（1424年）成進士，宣德四年（1429年）獲授南京雲南道監察御史，砥礪節操有名聲，卻在宣德十年（1435年）因強行將父親葬在他人墓穴、收迷失婦以勒索丈夫財產及奪取人民田地被罷黜為民。

## 家族
五世祖宋邦達、元朝信陽州判官，高祖宋貴忠、曾祖宋壽、祖父宋永泰，父親宋敏，母親黃氏，弟弟宋行端。

## 引用
1. 1 2  同治《永豐縣志·卷二十一·人物志》：宋原端，白水人，一聰子，一聰明經飭行，矜式閭里，原端得於庭訓甚嚴，詩文詞賦獨步一時，工書法頗得李斯右軍之妙，永樂甲辰登進士，授監察御史，勵精節、肅風紀，有聲諫臺。
2. ↑  同治《永豐縣志·卷十五·選舉志》：明……永樂二十二年甲辰科邢寬榜 宋原端 白水人，雲南御史有傳
3. ↑  同治《永豐縣志·卷十六·選舉志》：明……永樂十二年甲午科鄉試……宋原端 白水人，見進士
4. ↑  《明宣宗章皇帝實錄·卷五十八》：（宣德四年九月乙卯）擢進士張僉、舒顗、羅澤、宋原端、李敏為南京監察御史，僉四川道，顗廣東道，澤浙江道，原端雲南道……
5. ↑  《萬曆野獲編·卷十九》：臺省之玷……宣德十年，丁憂御史宋原端，強葬父於他人塋，收迷失婦，勒夫貨財，奪民良田，坐法絞，遇赦為民。
6. ↑  《抑庵文集·後集卷二十九》：〈封御史宋公墓誌銘〉：監察御史宋原端既聞其父一聰公之訃，當歸治喪事……恩封文林郎雲南道監察御史……按狀公諱敏，一聰其字，世居永豐遷鸎鄉之白水里為名族，高祖邦達，元信陽州判官，曾祖貴忠、祖壽、考父永泰皆不仕……生元至正癸卯十月初十日，而卒於今宣德癸丑正月日，享年七十一，娶黃氏有淑德，二子長即原端，次行端，孫男三……